# Midden-Duits voetbalkampioenschap 1927/28
In 1927/28 werd het 26ste voetbalkampioenschap gespeeld dat georganiseerd werd door de Midden-Duitse voetbalbond. Wacker Halle werd kampioen en Dresdner vicekampioen. Beide clubs plaatsten zich zo voor de eindronde om de Duitse landstitel. Halle verloor in de eerste ronde van Bayern München en Dresdner SC van Wacker München.

## Deelnemers aan de eindronde
| Club                         | Gekwalificeerd als              |
| ---------------------------- | ------------------------------- |
| FC Saxonia 1907 Tangermünde  | Kampioen van Altmark            |
| SC Köthen 1909               | Kampioen van Anhalt             |
| VfL 08 Duderstadt            | Kampioen van Eichsfeld          |
| FC Viktoria 1904 Güsten      | Kampioen van Elbe-Bode          |
| FC Preußen 1909 Biehla       | Kampioen van Elbe-Elster        |
| FC Viktoria 1913 Lauter      | Kampioen van Ertsgebergte       |
| SpVgg 1906 Falkenstein       | Kampioen van Göltzschtal        |
| FC Viktoria 03 Leipzig       | Kampioen van Groot-Leipzig      |
| FC Germania 1900 Halberstadt | Kampioen van Harz               |
| FC 1909 Salzwedel            | Kampioen van Jeetze             |
| VfB 1909 Eisleben            | Kampioen van Kyffhäuser         |
| Cricket-Viktoria Magdeburg   | Kampioen van Midden-Elbe        |
| Chemnitzer BC                | Kampioen van Midden-Saksen      |
| VfL 1911 Bitterfeld          | Kampioen van Mulde              |
| Riesaer SV 03                | Kampioen van Noord-Saksen       |
| VfB Erfurt                   | Kampioen van Noord-Thüringen    |
| DSC Weipert                  | Kampioen van Opper-Ertsgebergte |
| Zittauer BC                  | Kampioen van Opper-Lausitz      |
| FC Wacker 1910 Gera          | Kampioen van Osterland          |
| Dresdner SC                  | Kampioen van Oost-Saksen        |
| SC Apolda                    | Kampioen van Oost-Thüringen     |
| Hallescher FC Wacker         | Kampioen van Saale              |
| Naumburger SVgg 05           | Kampioen van Saale-Elster       |
| SuBC Plauen                  | Kampioen van Vogtland           |
| SV 01 Gotha                  | Kampioen van Wartburg           |
| SVgg 1907 Meerane            | Kampioen van West-Saksen        |
| SpVgg Zella-Mehlis 06        | Kampioen van West-Thüringen     |
| SC 06 Oberlind               | Kampioen van Zuid-Thüringen     |

## Eindronde

### Eerste ronde
| Team 1                     | Uitslag      | Team 2                       |
| -------------------------- | ------------ | ---------------------------- |
| Chemnitzer BC              | 9:2          | BC Olympia Grunhain          |
| Dresdner SC                | 9:4          | Zittauer BC                  |
| FC 1909 Salzwedel          | 1:2          | Viktoria 03 Leipzig          |
| SC Apolda                  | 6:1          | FC Viktoria 1904 Güsten      |
| SC Köthen 1909             | 0:4          | VfL 1911 Bitterfeld          |
| SpVgg 06 Falkenstein       | 11:1         | FC Preußen 1909 Biehla       |
| Naumburger SVgg 05         | 1:1 n.v. 1:0 | Riesaer SV 03                |
| SpVgg 06 Zella-Mehlis      | 4:3 n.v.     | SC Oberlind 06               |
| SuBC Plauen                | 12:0         | DSC Weipert                  |
| SV 01 Gotha                | 6:2          | VfL 08 Duderstadt            |
| VfB Erfurt                 | 5:3 n.v.     | VfB Eisleben                 |
| Cricket-Viktoria Magdeburg | 6:2          | FC Saxonia 1907 Tangermünde  |
| FC Wacker 1910 Gera        | 6:3          | SVgg 07 Meerane              |
| Hallescher FC Wacker       | 2:1          | FC Germania 1900 Halberstadt |

### Tweede ronde
| Team 1               | Uitslag       | Team 2                     |
| -------------------- | ------------- | -------------------------- |
| Chemnitzer BC        | 2:0           | VfB Erfurt                 |
| Dresdner SC          | 6:0           | Cricket-Viktoria Magdeburg |
| SC Apolda            | 2:1           | VfL 1911 Bitterfeld        |
| SuBC Plauen          | 5:2           | SpVgg 1906 Falkenstein     |
| Viktoria 03 Leipzig  | 5:0           | SpVgg 06 Zella-Mehlis      |
| FC Wacker 1910 Gera  | 3:3 n.v., 2:1 | SV 01 Gotha                |
| Hallescher FC Wacker | 3:2           | Naumburger SVgg 05         |

### Kwartfinale
| Team 1              | Uitslag | Team 2              |
| ------------------- | ------- | ------------------- |
| SC Apolda           | 5:2     | Chemnitzer BC       |
| FC Wacker 1910 Gera | 5:2     | SuBC Plauen         |
| SuBC Plauen         | 4:0     | Viktoria 03 Leipzig |

Dresdner SC had een bye.

### Halve Finale
| Team 1               | Uitslag | Team 2              |
| -------------------- | ------- | ------------------- |
| Dresdner SC          | 16:1    | SC Apolda           |
| Hallescher FC Wacker | 4:0     | FC Wacker 1910 Gera |

### Finale
| Team 1      | Uitslag | Team 2               |
| ----------- | ------- | -------------------- |
| Dresdner SC | 0:1     | Hallescher FC Wacker |